# 서성 (법조인)
서성(徐晟, 1942년 ~ )은 대한민국의 대법관을 지낸 법조인이다.

## 생애
1942년 충청남도 논산 출생이다. 서울대학교 법대 졸업하고, 사법고시 1회에 수석 합격하였다. 서울 민·형사지법 부장판사, 광주고등법원·서울고등법원 부장판사, 법원행정처 기획조정실장, 차장을 거쳐 1997년부터 2003년까지 대법관을 역임하였다.
춘천지방법원장에 재직할 때 일반 직원은 물론 청소부까지 모두 관사를 불러 파티를 열기도 했다. 당시 대법관 후보로 거론되자 1985년 김근태 재판 당시 고문 근거 보전 신청을 기각하고 징역형을 선고한 이유로 야당의 반대가 있었다.
변호사 개업한 이후인 노무현 정부에서 청와대와 대법원이 공동으로 추진하고 있는 사법개혁에 대해서 "기존 관행이나 기구를 무너뜨려서 형식만 참신하게 하는 것이 개혁이 아니다. 사법개혁은 국민들이 신속하고 공정한 재판을 받을 수 있고 국민들에게 편리하고 친절한 법원을 만드는 것”이라고 주장했다.

## 학력
- 경기고등학교
- 서울대학교 법대

## 경력
- 사법고시 1회 수석 합격
- 광주고등법원 부장판사
- 서울고등법원 부장판사
- 법원행정처 기획조정실장, 차장
- 1997년 9월 - 2003년 9월 : 대법관
- 2003년 ~ 2016년 법무법인 세종